# Шиберная задвижка
Ши́берная задви́жка — задвижка, у которой запирающий элемент выполнен в виде пластины. Уплотнительные поверхности элементов затвора шиберной задвижки взаимно параллельны.
Запирающий элемент такой конструкции способен разрезать включения в жидкости, протекающей внутри тела задвижки. Отсюда вытекает и применение этого типа задвижек: коммунальные и промышленные стоки, целлюлозно-бумажные производства, нефтегазовая промышленность и др.
Шиберные задвижки с запорным элементом, выполненным в виде металлической пластины небольшой толщины, широко применяются в вакуумной технике. Это обусловлено возможностью изготовления шиберной задвижки практически любого сечения при минимальной длине, при этом в открытом состоянии задвижка не содержит никаких элементов, выступающих внутрь трубы. Благодаря этому такая задвижка создаёт минимальное сопротивление остаточному газу, что крайне важно для эффективного создания высокого вакуума.
Шиберные задвижки иногда применяют для регулирования потока, но основное их назначение — полное закрытие или открытие движения среды. Шиберные задвижки часто применяются в составе нефтегазовой арматуры.
Задвижки подвержены коррозии. Для защиты от коррозии применяют задвижки из коррозионно-стойких сплавов, газотермическое напыление и плазменную наплавку коррозионно-стойких металлических покрытий.

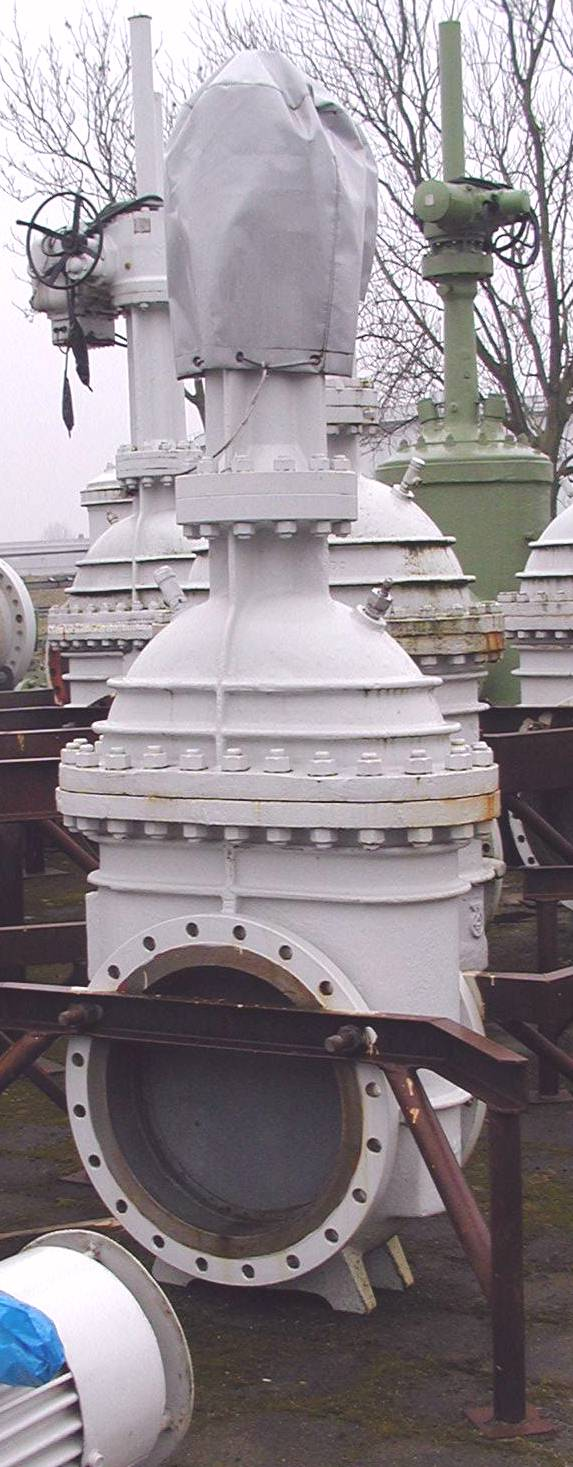
Шиберная задвижка для трубопровода сырой нефти диаметром 28” (711 мм)

## Шиберная заслонка в фотографии

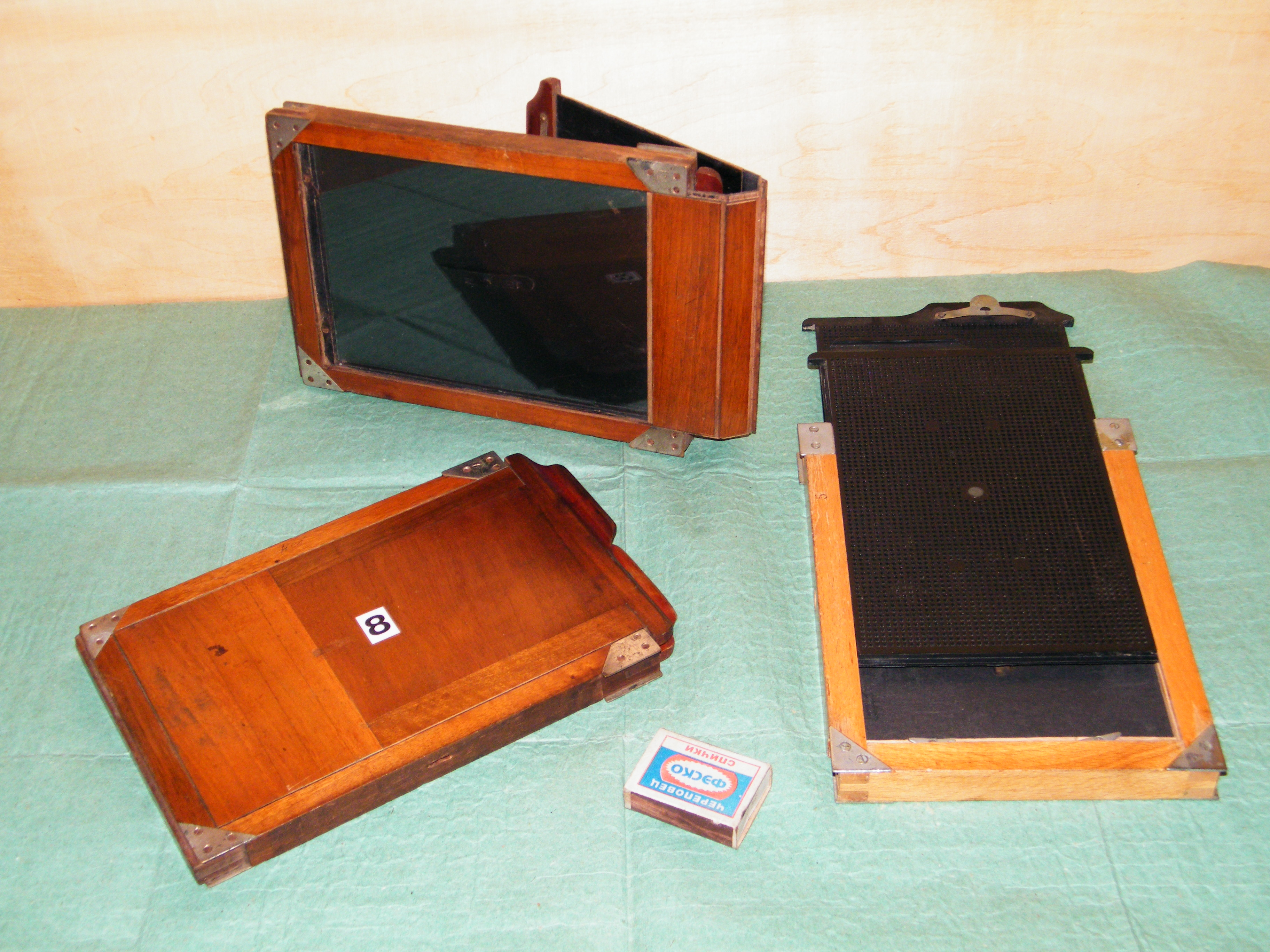
Кассеты фотоаппарата «ФКД 13×18», с деревянными и пластмассовыми шиберами.

В фотографии шиберная заслонка (шибер) — светонепроницаемая пластина, защищающая фотоплёнку или фотопластинку от засветки при смене кассеты. Применялись в крупноформатных камерах, иногда — в конструкции среднеформатных фотоаппаратов («Салют», «Киев-88», «Киев-90»).